# Cucina siriana

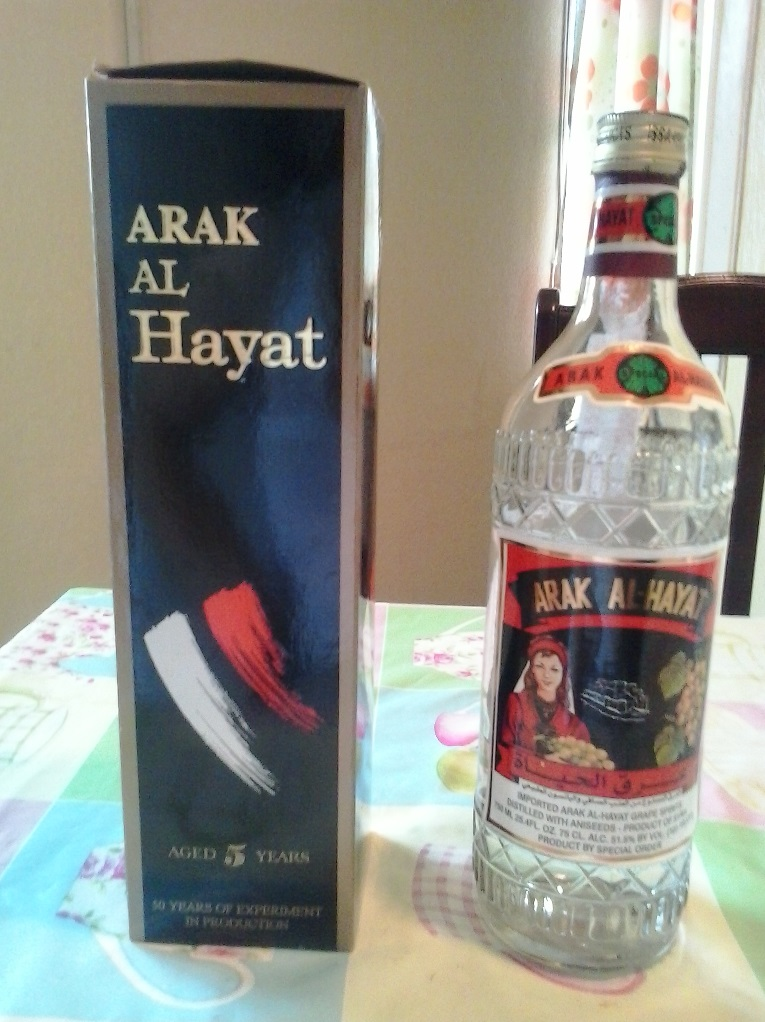
Una bottiglia di arak siriano

La cucina siriana comprende le abitudini culinarie della Siria. Parte della più ampia cucina mediorientale, in essa si riscontrano influenze provenienti dalle cucine dei paesi vicini, in particolare quella libanese, nonché dalla cucina francese, retaggio della dominazione transalpina nell'area.

## Caratteristiche generali
La cucina siriana si contraddistingue per la vasta offerta di pietanze pur preparate con ingredienti molto semplici, come i legumi. Se nel nord del paese è maggiormente evidente l'influenza della cucina turca, a sud le pietanze sono tipicamente arabe. Essendo la Siria un paese islamico, la carne di maiale è praticamente assente in favore della carne halāl, prevalentemente di agnello e di pollo. La carne di vitello è invece piuttosto rara, mentre il pesce è particolarmente diffuso nelle zone costiere. Il consumo di alcol è più o meno tollerato a seconda della regione.
A colazione i siriani sono soliti mangiare del pane con del tè la mattina presto, per poi completare il pasto a metà giornata con hummus, yogurt, formaggio, olive e pane fresco. Il pasto più importante della giornata è il pranzo, solitamente consumato nel primo pomeriggio e seguito da una siesta. La cena è solitamente un momento aggregante per le famiglie e gli amici. Inoltre, le giornate sono intervallate da brevi pause in cui si beve il tè. Le sale da tè sono ampiamente diffuse e sono parte integrante dello stile di vita dei siriani.

## Piatti principali

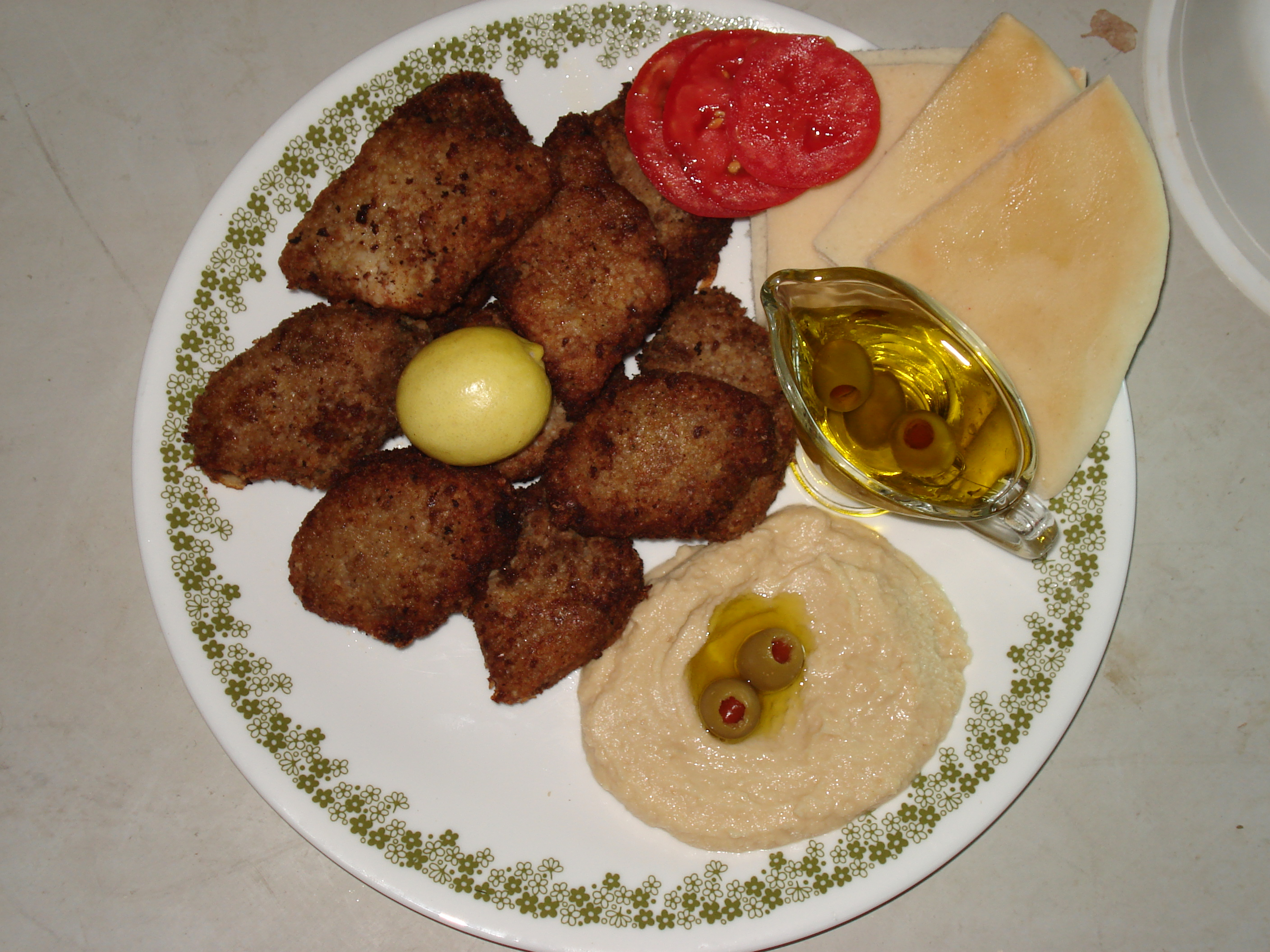
Qubbah

Il piatto più iconico della cucina siriana è la meze, una serie di antipasti che può includere verdure, insalate, noci o kebab. Questa moltitudine di piatti è spesso accompagnata dall'arak, un liquore aromatizzato all'anice, o dalla birra locale. Tra i piatti a base di legumi troviamo invece il già citato hummus e il burghul, un sostituto del riso usato nella preparazione dei qubbah e del tabbouleh. L'esempio più lampante di cucina di origine beduina è il mansaf, un piatto a base di riso e carne di agnello condita con una salsa allo yogurt. Con i vicini libanesi e giordani, i siriani condividono lo shawarma, un piatto a base di fettine di agnello cotte su uno spiedo.. Una tipica salsa cremosa al peperoncino viene chiamata Muhammara.
La tradizione dolciaria in Siria non è altro che derivante da quella turca: baklava, kadhayf e kanafi sono molto popolari. Non è raro imbattersi in parecchie cioccolaterie per le strade di Damasco, mentre la città di Aleppo è nota per la sua produzione elaborata di pasticcini, caratterizzata dall'uso di pistacchi, noci e mandorle insieme alla frutta fresca come pere, uva, fichi e albicocche. Un altro dolce diffuso è la halwa.
Oltre all'arak, la Siria produce un vino locale dal gusto fruttato. Il caffè è solitamente servito con abbondante acqua. Quest'ultima è comunemente usata dai beduini per diluirvi lo yogurt.